# Kispalina
Kispalina (szlovénül: Mala Polana) falu Szlovéniában, a Muravidéken.
Közigazgatásilag a szomszédos Nagypalinához tartozik.

## Fekvése
Lendvától 10 km-re nyugatra, a Csernec patak bal partján fekszik.

## Története
A régészeti leletek tanúsága szerint területén már a kőkorszakban is éltek emberek. Ezt bizonyítja az itt halált három őskori kőeszköz. A falutól északra az erdőben még a második világháború előtti időben is lehetett látni római kori halomsírokat, melyek nagy része azóta már eltűnt. Ma csupán egy halom vehető még jól ki közülük.
Palina települést, melynek a mai Kispalina is része volt 1236-ban "Villa Palana" alakban említik először. 1379-ben "Pred. Palina", 1389-ben "Palena", 1524-ben "Polanalakos" néven szerepel a korabeli forrásokban. Az alsólendvai Bánffy család birtoka volt. A belatinci uradalom részeként a Bánffyak után a Csákyaké, majd a 19. században a désánfalvi Gyika család birtoka volt.
Vályi András szerint " PALINA. Szala Vármegyében, fekszik Turnitsának szomszédságában, mellynek filiája."
Fényes Elek szerint " Palina, vindus falu, Zala vgyében, a bellatinczi uradalomban, 982 kath. lak.."
1910-ben 707, túlnyomórészt szlovén lakosa volt.
Közigazgatásilag Zala vármegye Alsólendvai járásának része volt. 1919-ben a Szerb–Horvát–Szlovén Királysághoz csatolták, ami tíz évvel később vette fel a Jugoszlávia nevet. 1941-ben a Muramentét a magyar hadsereg visszafoglalta és 1945-ig ismét Magyarország része volt, majd a második világháború befejezése után végleg jugoszláv kézbe került. 1991 óta a független Szlovén Köztársaság része. 2002-ben 380 lakosa volt.

## Nevezetességei
- Római kori halomsírok.
- A Kármelhegyi Szűzanya tiszteletére szentelt kápolnája 1912-ben épült.
- A 20. század elején épített Copek-malom.
- A 20. század elején épített kulturális műemlékké nyilvánított parasztházak.